# Rianne Lantinga
Rianne Lantinga (23 januari 1986) is een Nederlandse volleyballer.
Lantinga is middenaanvaller en komt sinds 2012 uit voor het eerste damesteam van Sliedrecht Sport. Met dit team veroverde zij in 2013 de landstitel.
Lantinga kwam eerder uit voor Veracles en Taurus.